# Fernand de Belair
Pour les articles homonymes, voir Belair.
Fernand de Bélair, dit aussi Fernand Mitiffiot de Bélair, pseudonyme de Claude Antoine Léon Ferdinand Mitiffiot de Bélair, né à Lyon le 30 avril 1849 où il est mort le 6 mai 1928, est un peintre français.
Il est le père du peintre Pierre de Belair (1892-1956).

## Biographie
Fils d'un notaire originaire du Dauphiné, Fernand de Bélair fait ses études secondaires à Oullins chez les dominicains qu'il poursuit en droit à Paris. Prisonnier lors de la guerre de 1870, il est gardé en captivité en Allemagne où commence sa vocation pour la peinture. À son retour, il devient élève de Jean-Baptiste Chatigny et voyage en Italie et en Espagne où il copie les grands maîtres. 
Il expose dès 1873 au Salon de Lyon, puis en 1876 à Paris, des toiles souvent mythologique ou religieuse. En 1892, il expose son tableau de l'Orphée au Salon de Lyon et reçoit l'année suivante une mention honorable au Salon des artistes français de Paris.
Il est tour à tour vice-président de la Société des Beaux-arts de Lyon, membre du jury des Beaux-arts de la ville de Lyon, vice-président de la Société de Secours aux Artistes lyonnais.